# Pseudoderopeltis bicolor
Pseudoderopeltis bicolor är en kackerlacksart som först beskrevs av Carl Peter Thunberg 1810.  Pseudoderopeltis bicolor ingår i släktet Pseudoderopeltis och familjen storkackerlackor.

## Underarter
Arten delas in i följande underarter:
- P. b. bicolor
- P. b. similis